# Pico McIlroy
El Pico McIlroy (en inglés: McIlroy Peak) es un pico de 745 m s. n. m. ubicado al oeste de Husvik y a 1,5 kilómetros al sur del monte Barren en Georgia del Sur, un territorio ubicado en el océano Atlántico Sur, cuya soberanía está en disputa entre el Reino Unido el cual las administra como «Territorio Británico de Ultramar de las islas Georgias del Sur y Sandwich del Sur», y la República Argentina que las integra al Departamento Islas del Atlántico Sur, dentro de la Provincia de Tierra del Fuego, Antártida e Islas del Atlántico Sur.
Fue nombrado por el Comité Antártico de Lugares Geográficos del Reino Unido en 1990 por el doctor James A. McIlroy, cirujano en la Expedición Imperial Transantártica de 1914 a 1916, en el Bergantín Endurance, y en la Expedición Shackleton–Rowett, 1921-1922, en el Quest.